# Нарвский корпус
Нарвский корпус — оперативно-стратегическое объединение войск в северо-западном районе Российской империи в 1812 году, в ходе Отечественной войны 1812 года. Образован 15(27) июля 1812 года по Высочайшему повелению императора Александра I. Перед изданием рескрипта императора, 12 (24) июля 1812 года на созванном чрезвычайном заседании, Комитет министров постановил, что «в случае настояния нужды в защите столицы» Кутузов примет «в свое распоряжение войска, какие для того здесь соберутся». Командование образованным Нарвским корпусом было возложено на генерала от инфантерии Кутузова М. И..
В это соединение были включены:
- 2 батальона Воронежского пехотного полка
- 4 батальона двух морских полков
- 1 батарейная и 1 лёгкая роты артиллерии

Помимо этих частей, находившихся в Петербурге, должны были прибыть из Финляндии:
- 5 эскадронов Митавского драгунского полка
- 1 батальон с гренадерской ротой 31-го егерского полка
- 1 батальон с гренадерской ротой 47-го егерского полка
- запасной батальон с гренадерской ротой Воронежского пехотного полка

Также в состав корпуса была включена гарнизонная артиллерийская рота из Нарвы, а в донесении генерала А. И. Горчакова военному министру М. Б. Барклаю-де-Толли от 12(24) июля 1812 года, к данным силам были ещё прибавлены батальон 3-го егерского полка и Лейб-гвардии Уральская казачья Его Величества сотня. Под 4 батальонами двух морских полков (2-го и 3-го) подразумевались их действующие подразделения (запасным, согласно повелению императора от 27 июня, надлежало прибыть в Новгород и Тверь), а под батальонами 31-го и 47-го егерских полков — запасные (остальные были назначены для укомплектования Финляндского десантного корпуса и усиления «Рижского» корпуса генерал-лейтенанта Эссена И. Н.).